# موري جيلمان
موري جيلمان (بالإنجليزية: Murray Gell-Mann) هو فيزيائي أمريكي مولود عام 1929م، حصل عام 1969 على جائزة نوبل للفيزياء عن إنجازاته الرائدة في تعريف نموذج الكواركات للجسيمات النووية واكتشافه تناطر النكهة flavor symmetry للكواركات الخفيفة، كما حصل على قلادة ألبرت أينشتاين عام 2005.

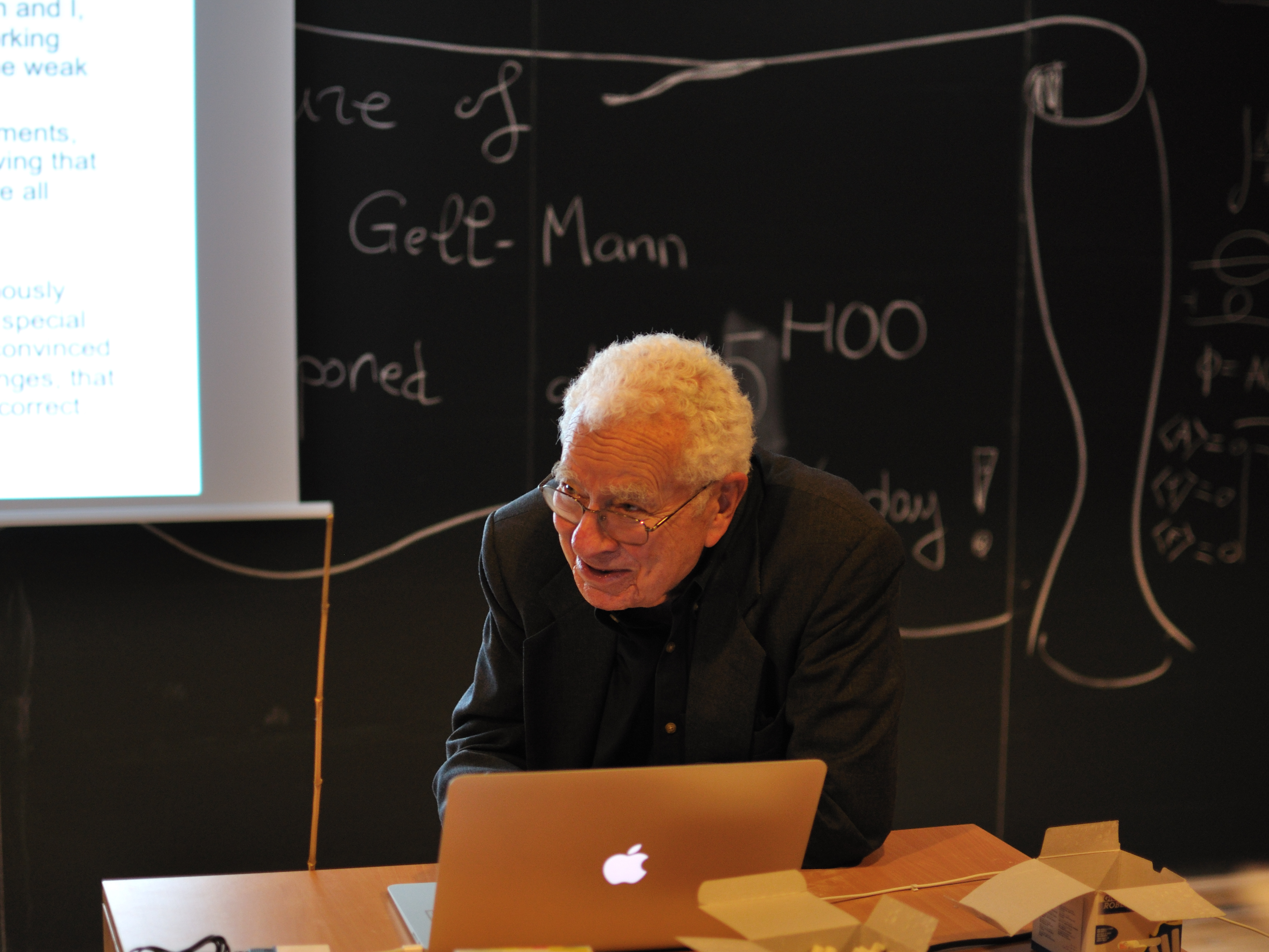
موراي جيل مان في نيس، 2012

ولد موري جيلمان في 15 سبتمبر 1929، واهتم بنظرية الجسيمات الأولية، ومن ضمنها الكواركات والنيوترينو ونظرية الأوتار.

## روابط خارجية
- موري جيلمان على موقع الموسوعة البريطانية (الإنجليزية)
- موري جيلمان على موقع مونزينجر (الألمانية)
- موري جيلمان على موقع ميوزك برينز (الإنجليزية)
- موري جيلمان على موقع إن إن دي بي (الإنجليزية)